# 金貞心
金貞心（韓語：김정심，1976年2月8日—），韓國女子手球運動員，韓國國家女子手球隊隊員。

## 簡歷
2012年7月，金貞心代表韓國出戰英國倫敦舉行的奥林匹克运动会女子手球比賽。